# Sada (Mayotte)
Sada és un municipi francès, situat a la col·lectivitat d'ultramar de Mayotte. El 2007 tenia 8.007 habitants.

## Personatges il·lustres
- Mansour Kamardine (1959), polític i ex-alcalde